# Adélaïde 90
Adélaïde 90 est une pièce de théâtre de Robert Lamoureux, mise en scène Francis Joffo, en tournée Herbert-Karsenty d'octobre à décembre 1989 et au Théâtre Antoine le 13 février 1990. 

## Fiche technique
- Auteur : Robert Lamoureux
- Mise en scène : Francis Joffo
- Décors : Jacques Noël
- Costumes : Loris Azzaro
- Régie : Patrice Maguin
- Date :
  - Octobre à décembre 1989 en tournée
  - 13 février 1990 au Théâtre Antoine

## Distribution
- Danielle Darrieux : La comtesse
- Robert Lamoureux : Lemarchand
- Claude Nicot : Laloque
- Marie Saint-Laurent : Gilberte
- Magali de Vendeuil : Clémence
- Laurent Meda : Le Paysagiste
- Laurence Cornélius : Adelaïde
- Yves Berthiau : Le paysagiste